# Allan Rich
Allan Rich, född Benjamin Norman Schultz den 8 februari 1926 i New York, död 22 augusti 2020 i Englewood, New Jersey, var en amerikansk skådespelare.
Rich inledde sin skådespelarkarriär som tonåring i New York men svartlistades i samband med McCarthyismens förföljelse av personer med kommunistsympatier och sådana som misstänktes ha dylika sympatier, röda faran.
Richs långa filmkarriär fick fart år 1973 med rollen som distriktsåklagare Herman Tauber i Serpico där Al Pacino spelade huvudrollen som Frank Serpico. Han har också haft flera tv-roller.

## Filmografi i urval
- 1973 – Serpico
- 1976 – Rockford tar över (TV-serie)
- 1978 – Bilstaden (TV-serie)
- 1979 – Gänget och jag (TV-serie)
- 1981–1983 – Spanarna på Hill Street (TV-serie)
- 1982 – Frances
- 1991 – Highlander II: The Quickening
- 1994 – Quiz Show
- 1996 – Jack
- 1997 – Amistad
- 2010 – House (TV-serie) (gästroll)